# Lobelia cacuminis
Lobelia cacuminis är en klockväxtart som beskrevs av Nathaniel Lord Britton och Percy Wilson. Lobelia cacuminis ingår i släktet lobelior, och familjen klockväxter.
Artens utbredningsområde är Kuba. Inga underarter finns listade i Catalogue of Life.